# Surendranagar
Surendranagar (o Wadhwan Civil Station; censita come Surendranagar Dudhrej) è una suddivisione dell'India, classificata come municipality, di 156.417 abitanti, capoluogo del distretto di Surendranagar, nello stato federato del Gujarat. In base al numero di abitanti la città rientra nella classe I (da 100.000 persone in su).

## Geografia fisica
La città è situata a 22° 41' 60 N e 71° 40' 60 E e ha un'altitudine di 69 m s.l.m..

## Società

### Evoluzione demografica
Al censimento del 2001 la popolazione di Surendranagar assommava a 156.417 persone, delle quali 81.430 maschi e 74.987 femmine. I bambini di età inferiore o uguale ai sei anni assommavano a 19.317, dei quali 10.585 maschi e 8.732 femmine. Infine, coloro che erano in grado di saper almeno leggere e scrivere erano 110.803, dei quali 62.605 maschi e 48.198 femmine.